# الیمینیشن چمبر (۲۰۱۷)

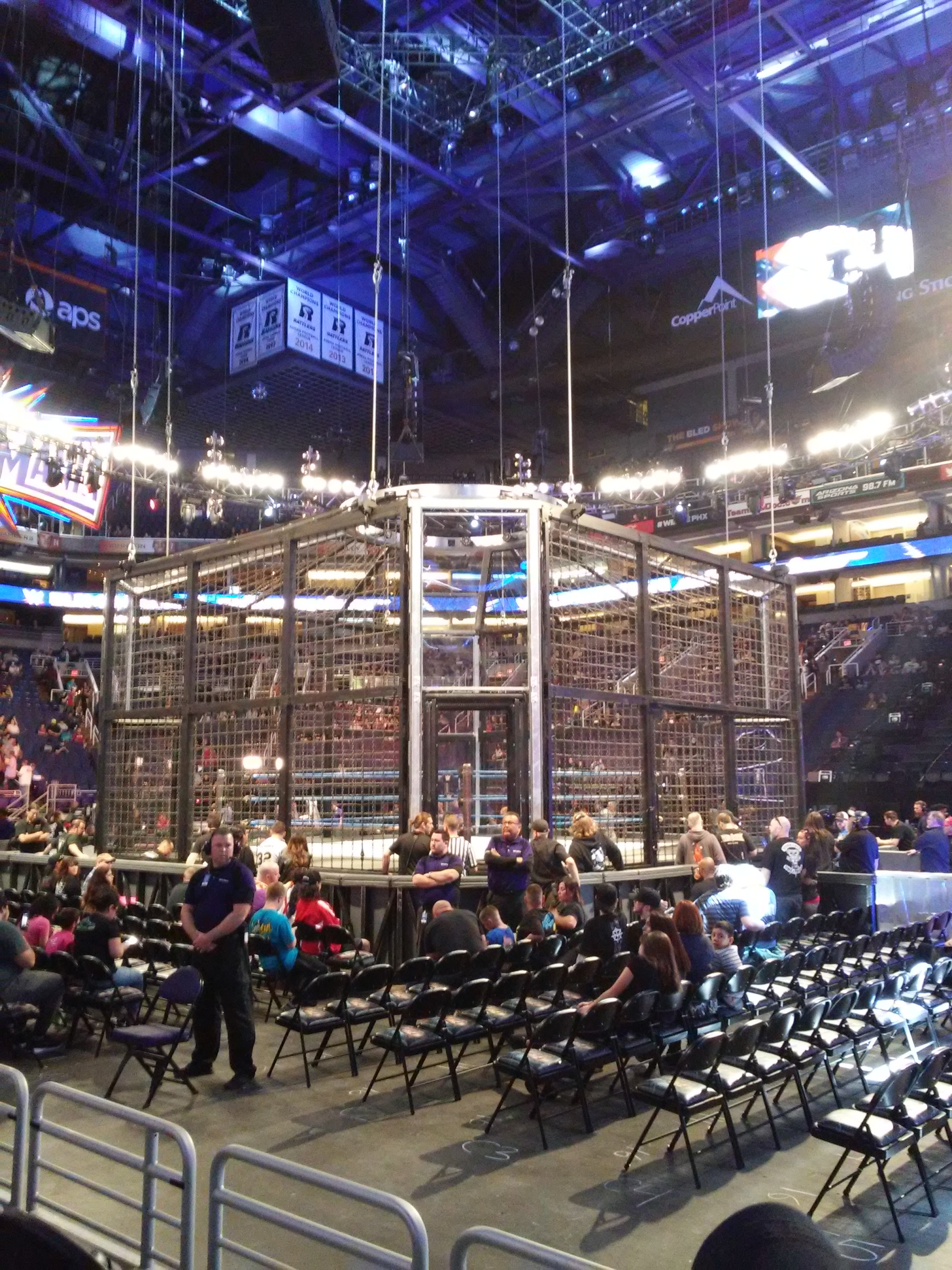
استیج کشتی کج

الیمینیشن چمبر (۲۰۱۷) (به انگلیسی: Elimination Chamber) یک رویداد غیر رایگان در کشتی حرفه‌ای است که توسط کمپانی دبلیودبلیوئی برای برند اسمَک دَون تهیه شد و این دوره‌اش هم که هفتمین دوره آن است در ۱۲ فوریه ۲۰۱۷ در مجموعه ورزشی تاکینگ استیک ریزورت ارینا شهر فینیکس ایالت آریزونا برگزار شد. روند معمول این مسابقات این است که مسابقه اصلی رویداد درون محفظه نابودی خواهد بود. این همچنین اولین دوره از این رویداد پس از آخرین برگزاری آن در سال ۲۰۱۵ بود.

## زمینه سازی
الیمینیشن چمبر شامل مسابقاتی بین دشمنی‌های موجود، ماجراهای پیش آمده و استوری‌هایی بود که پیش از این در برنامه اسمک داون پخش شده بود. کشتی‌گیرها با توجه به مسابقات یا سری اتفاقاتی که برایشان رخ می‌دهد و تنش را به حد اکثر می‌رساند، نقش منفی یا قهرمان به خود می‌گیرند.

## نتایج
| #                                                                                                 | نتایج | نوع مسابقه                                               | مدت زمان |
| ------------------------------------------------------------------------------------------------- | --- | -------------------------------------------------------- | -------- |
| ۱پ                                                                                                | موجو راولی پیروز مقابل کرت هاوکینز | مسابقه تک نفره                                           | 8:05     |
| ۲                                                                                                 | بکی لینچ پیروز مقابل میکی جیمز | مسابقه تک نفره                                           | 11:40    |
| ۳                                                                                                 | آپولو کروز و کالیستو پیروز مقابل دالف زیگلر | مسابقه با آوانس دو به تک                                 | 7:20     |
| ۴                                                                                                 | امریکن آلفا (جیسون جوردن و چاد گیبل) (c) پیروز با بیرون انداختن آخرین تیم یعنی د اسنشن (کانِر و ویکتور)(دیگر تیم‌های حاضر در این مسابقه: د اوسوس (جیمی و جی اوسو) مقابل د وودویلنز (ایدن اینگلیش و سایمون گاج) مقابل بریزانگو (فاندانگو و تایلر بریز)) مقابل هیث اسلیتر و راینو ) | مسابقه تگ تیم آشوب برای قهرمانی کمربندهای تگ تیم اسمک‌دَون | 21:10    |
| ۵                                                                                                 | نیکی بِلا مقابل ناتالیا بدون برنده با شمارش معکوس | مسابقه تک نفره                                           | 13:40    |
| ۶                                                                                                 | رندی اورتن پیروز مقابل لوک هارپر | مسابقه تک نفره                                           | 17:15    |
| ۷                                                                                                 | نِیومی پیروز مقابل الکسا بلیس (c) | مسابقه تک نفره برای قهرمانی کمربند زنان اسمک‌دَون          | 8:20     |
| ۸                                                                                                 | بری وایت پیروز مقابل جان سینا (c)، ای‌جی استایلز، د میز، دین امبروز و بارون کوربین | مسابقه الیمینیشن چمبر برای قهرمانی کمربند دبلیودبلیوئی   | 34:20    |
| - (c) – نشان‌دهنده قهرمان(هایی) است که به میدان می‌روند - پ – نشان‌دهنده این است که مسابقه در پری–شو | |                                                          |          |